# Doupnitsa
Doupnitsa (bulgare : Дупница) est une ville de l'ouest de la Bulgarie, située dans l'oblast de Kyoustendil. elle est le chef-lieu de la commune de Doupnitsa.

## Géographie
La ville de Doupnitsa est située dans l'ouest de la Bulgarie, à 60 km au sud de la capitale Sofia. Elle est implantée dans un Bassin sédimentaire situé non loin du massif du Rila (au sud-est)) et longée par la rivière Djérman.

## Histoire
La région du Doupnitsa était habitée dès l'Antiquité. Toutefois, les première traces d'habitat sur le territoire de l'actuelle ville remontent au début de l'Empire Byzantin.
La première mention de la ville figure dans un document ottoman de 1451 sous le nom Doupnidjè. Le voyageur allemand Arnold von Harff la mentionne en 1499 sous le nom Tobinitsa . Dans les siècles suivants, elle est mentionnée sous les noms Tobinitsa, Doupla et Doubnitsa. Lors de la restauration d'un Etat Bulgare en 1878, la ville est renommée Doupnitsa. Après l'arrivée au pouvoir des communistes, elle est renommée Stanké Dimitrov en 1948, Marek en 1949, à nouveau Stanké Dimitrov en 1950. Après le retour du pays à la démocratie, la ville retrouve son nom de Doupnitsa.